# Juniperus saltillensis
Juniperus saltillensis là một loài thực vật hạt trần trong họ Cupressaceae. Loài này được M.T.Hall mô tả khoa học đầu tiên năm 1971.